# Camille Catalan
Camille Catalan, né le 10 février 1889 à Solomiac dans le Gers, et mort le 14 décembre 1951 à Toulouse, dans la Haute-Garonne, est un homme politique français.

## Biographie
Fils d'un limonadier, il devient inspecteur des impôts. Blessé en 1914, il reprend ses études et devient docteur en droit, puis secrétaire général du Syndicat national des agents des contributions directes (aujourd'hui le Syndicat national unifié des impôts).
Investi en politique, il milite parallèlement au Parti républicain, radical et radical-socialiste. Sous cette étiquette, il est élu conseiller général de Cologne en 1920. Il est ensuite élu député en 1928 et conserve ses fonctions jusqu'à la chute de la Troisième République. À la Chambre des députés, il se fait le défenseur des petits et moyens artisans, commerçants et industriels.
Embarqué à bord du Massilia, il ne prend pas part au vote sur la remise des pleins pouvoirs au Maréchal Pétain le 10 juillet 1940. Il reprend des fonctions locales à la Libération puis se retire de la vie politique.

## Sources
- « Camille Catalan », dans le Dictionnaire des parlementaires français (1889-1940), sous la direction de Jean Jolly, PUF, 1960 [détail de l’édition]